# Ianiropsis montereyensis
Ianiropsis montereyensis är en kräftdjursart som beskrevs av Menzies1952. Ianiropsis montereyensis ingår i släktet Ianiropsis och familjen Janiridae. Inga underarter finns listade i Catalogue of Life.